# العثمانية (أميرة عباسية)
العثمانية أو الجرشية هي إحدى زوجات الخليفة العباسي هارون الرشيد، وقد سُمّيت بالجرشية لأنها وُلدت بمنطقة جرش في اليمن، وسُمّيت بالعثمانية لأنها من نسل الصحابي وأحد الخلفاء الراشدين عثمان بن عفان، فهي ابنة عبد الله بن محمد بن عبد الله بن عمرو بن عثمان بن عفان رضي الله عنه، كما أن جدة أبيها هي فاطمة بنت الحسين بن علي بن أبي طالب كرم الله وجهه.

## وصلات خارجية
- زبيدة بنت جعفر بن عبد الله (وهومؤسس الدولة العباسية المعروف يأبي جعفر المنصور) بن محمد بن علي بن عبد الله بن العباس بن عبد المطلب بن هاشم
- السيدة زبيدة زوجة الخليفة هارون الرشيد«ملامح الطغيان والاستبداد»
- زبيدة بنت جعفر.. ساقية الحجـيج!